# الكنبوري وستون (كامبريدجشير)
الكنبوري وستون (بالإنجليزية: Alconbury Weston)‏ هي قرية وأبرشية مدنية تقع في المملكة المتحدة في إنجلترا.

## المناخ
يظهر الجدول التالي التغييرات المناخية على مدار السنة لالكنبوري وستون:
| البيانات المناخية لـالكنبوري وستون            | البيانات المناخية لـالكنبوري وستون | البيانات المناخية لـالكنبوري وستون | البيانات المناخية لـالكنبوري وستون | البيانات المناخية لـالكنبوري وستون | البيانات المناخية لـالكنبوري وستون | البيانات المناخية لـالكنبوري وستون | البيانات المناخية لـالكنبوري وستون | البيانات المناخية لـالكنبوري وستون | البيانات المناخية لـالكنبوري وستون | البيانات المناخية لـالكنبوري وستون | البيانات المناخية لـالكنبوري وستون | البيانات المناخية لـالكنبوري وستون | البيانات المناخية لـالكنبوري وستون |
| الشهر                                         | يناير                              | فبراير                             | مارس                               | أبريل                              | مايو                               | يونيو                              | يوليو                              | أغسطس                              | سبتمبر                             | أكتوبر                             | نوفمبر                             | ديسمبر                             | المعدل السنوي                      |
| --------------------------------------------- | ---------------------------------- | ---------------------------------- | ---------------------------------- | ---------------------------------- | ---------------------------------- | ---------------------------------- | ---------------------------------- | ---------------------------------- | ---------------------------------- | ---------------------------------- | ---------------------------------- | ---------------------------------- | ---------------------------------- |
| متوسط درجة الحرارة الكبرى °م (°ف)             | 7.2 (45.0)                         | 7.7 (45.9)                         | 10.7 (51.3)                        | 13.5 (56.3)                        | 16.8 (62.2)                        | 19.7 (67.5)                        | 22.4 (72.3)                        | 22.3 (72.1)                        | 19.2 (66.6)                        | 15.0 (59.0)                        | 10.3 (50.5)                        | 7.4 (45.3)                         | 14.4 (57.9)                        |
| متوسط درجة الحرارة الصغرى °م (°ف)             | 1.1 (34.0)                         | 0.8 (33.4)                         | 2.6 (36.7)                         | 3.8 (38.8)                         | 6.6 (43.9)                         | 9.7 (49.5)                         | 11.8 (53.2)                        | 11.7 (53.1)                        | 9.9 (49.8)                         | 7.0 (44.6)                         | 3.9 (39.0)                         | 1.9 (35.4)                         | 5.9 (42.6)                         |
| معدل هطول الأمطار مم (إنش)                    | 47.0 (1.85)                        | 35.0 (1.38)                        | 40.1 (1.58)                        | 47.0 (1.85)                        | 47.9 (1.89)                        | 54.1 (2.13)                        | 48.3 (1.90)                        | 51.7 (2.04)                        | 53.3 (2.10)                        | 60.2 (2.37)                        | 54.2 (2.13)                        | 47.1 (1.85)                        | 585.8 (23.06)                      |
| ساعات سطوع الشمس الشهرية                      | 58.0                               | 77.4                               | 109.9                              | 152.3                              | 186.2                              | 180.6                              | 193.3                              | 188.1                              | 142.5                              | 114.6                              | 67.0                               | 52.4                               | 1٬522٫2                            |
| المصدر: Met Office Monks Wood, Cambridgeshire |                                    |                                    |                                    |                                    |                                    |                                    |                                    |                                    |                                    |                                    |                                    |                                    |                                    |